# 118e méridien ouest
En géographie, le 118e méridien ouest est le méridien joignant les points de la surface de la Terre dont la longitude est égale à 118° ouest.

## Géographie

### Dimensions
Comme tous les autres méridiens, la longueur du 118e méridien correspond à une demi-circonférence terrestre, soit 20 003,932 km. Au niveau de l'équateur, il est distant du méridien de Greenwich de 13 136 km,.
Avec le 62e méridien est, il forme un grand cercle passant par les pôles géographiques terrestres.

### Régions traversées
En commençant par le pôle Nord et descendant vers le sud au pôle Sud, Le 118e méridien ouest passe par:
| Coordonnées           | Pays, territoire ou mer     | Notes |
| --------------------- | --------------------------- | --- |
| 90° 00′ N, 118° 00′ O | Océan Arctique              | |
| 77° 22′ N, 118° 00′ O | Canada                      | Territoires du Nord-Ouest — Île du Prince-Patrick |
| 76° 24′ N, 118° 00′ O | Canal de Crozier (en)       | |
| 76° 03′ N, 118° 00′ O | Canada                      | Territoires du Nord-Ouest — Île Eglinton |
| 75° 42′ N, 118° 00′ O | Baie de Purchase (en)       | |
| 75° 20′ N, 118° 00′ O | Détroit de McClure          | |
| 74° 17′ N, 118° 00′ O | Canada                      | Territoires du Nord-Ouest — Île Banks |
| 72° 53′ N, 118° 00′ O | Détroit du Prince-de-Galles | |
| 72° 40′ N, 118° 00′ O | Canada                      | Territoires du Nord-Ouest — Île Victoria |
| 71° 22′ N, 118° 00′ O | Crique Minto                | |
| 71° 07′ N, 118° 00′ O | Canada                      | Territoires du Nord-Ouest — Île Victoria |
| 70° 47′ N, 118° 00′ O | Golfe d'Amundsen            | |
| 69° 01′ N, 118° 00′ O | Canada                      | Nunavut Territoires du Nord-Ouest — à partir de 67° 11′ N, 118° 00′ O, passe par le Grand lac de l'Ours Alberta — à partir de 60° 00′ N, 118° 00′ O Colombie-Britannique — à partir de 52° 30′ N, 118° 00′ O                                                  |
| 49° 00′ N, 118° 00′ O | États-Unis                  | Washington Oregon — à partir de 46° 00′ N, 118° 00′ O Nevada — à partir de 42° 00′ N, 118° 00′ O Californie — à partir de 37° 36′ N, 118° 00′ O, passe juste à l'est de Los Angeles (à 34° 03′ N, 118° 15′ O)                                                 |
| 33° 39′ N, 118° 00′ O | Océan Pacifique             | passe juste à l'est de Île Santa Catalina, Californie États-Unis (à 33° 19′ N, 118° 18′ O) passe juste à l'est de Île San Clemente, Californie États-Unis (à 32° 49′ N, 118° 21′ O) Passe juste à l'est de l'Île Guadalupe, Mexique (à 29° 00′ N, 118° 18′ O) |
| 60° 00′ S, 118° 00′ O | Océan Austral               | |
| 73° 48′ S, 118° 00′ O | Antarctique                 | Liste des territoires non revendiqués |